# Arco di Trionfo (Firenze)
L'Arco di Trionfo dei Lorena (detto anche Arco Lorenese o Arco trionfale di Porta San Gallo) è un monumento architettonico di Firenze situato in piazza della Libertà, eretto nel 1737 per festeggiare l'arrivo in città della dinastia dei Lorena, che resse il Granducato di Toscana all'estinguersi della famiglia Medici.
La costruzione appare nell'elenco redatto nel 1901 dalla Direzione Generale delle Antichità e Belle Arti, quale edificio monumentale da considerare patrimonio artistico nazionale.

## Storia

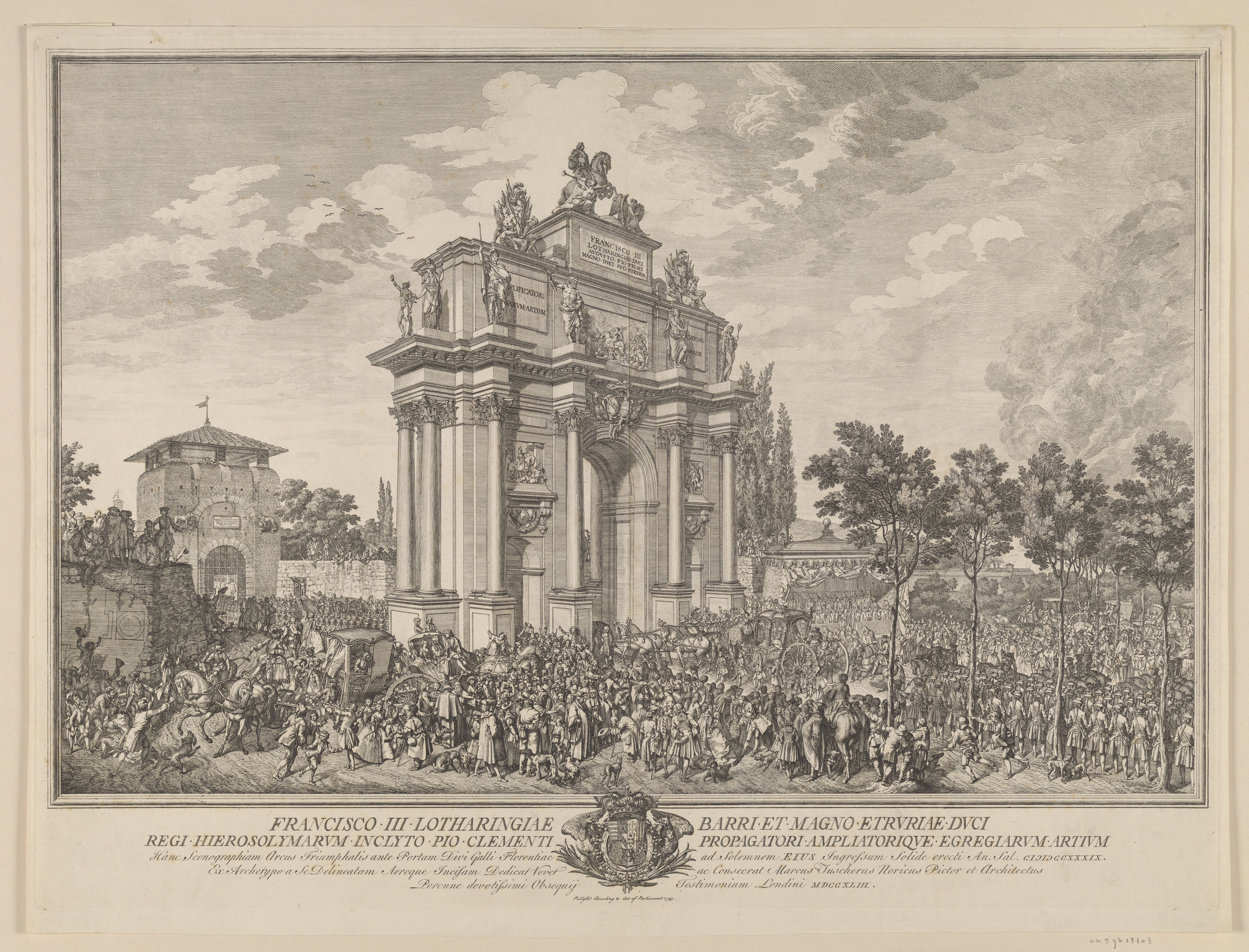
Incisione con l'ingresso di Francesco Stefano a Firenze nel 1739

### Costruzione e decorazione
Promosso da Carlo Ginori e da altri senatori per ingraziarsi i favori del nuovo sovrano, fu eretto in fretta e furia per la prima e unica venuta di Francesco Stefano a Firenze.
Dopo l'approvazione dell'opera, ai primi dicembre 1738 arrivò in città l'architetto lorense Jean Nicolas Jadot, già attivo per gli Asburgo a Vienna, e il 16 dicembre venne posta la prima pietra in una posizione antistante alla porta San Gallo (quella all'estremità Nord della città, da cui sarebbe entrato il granduca). Poiché l'arrivo del sovrano era previsto per il mese successivo, vennero reclutati per il cantiere ben quattromila lavoratori divisi in quattro turni giornalieri.
Completato almeno nelle basi in pietra e nel disegno delle arcate in mattoni (coperte da apparati effimeri), l'arco fu attraversato dal nuovo granduca il 19 gennaio 1739.
Vista l'assenza del granduca da Firenze i lavori subirono poi un rallentamento che, dopo la sua abdicazione dal trono di Toscana per quello di Vienna, furono ulteriormente rimandati dal suo successore Pietro Leopoldo, che era un sovrano di stampo illuminato e giudicava superflue tali opere celebrative.
In ogni caso, il corredo decorativo fu curato dell'Accademia di Belle Arti, scegliendo artisti fiorentini e anche alcuni stranieri, completando la maggior parte del lato esterno nel 1740, con la scopertura ufficiale 11 agosto di quell'anno. Negli anni seguenti, fino al 1759, vennero gradualmente aggiunti gli altri rilievi e le statue sul lato interno.

### Vicende successive

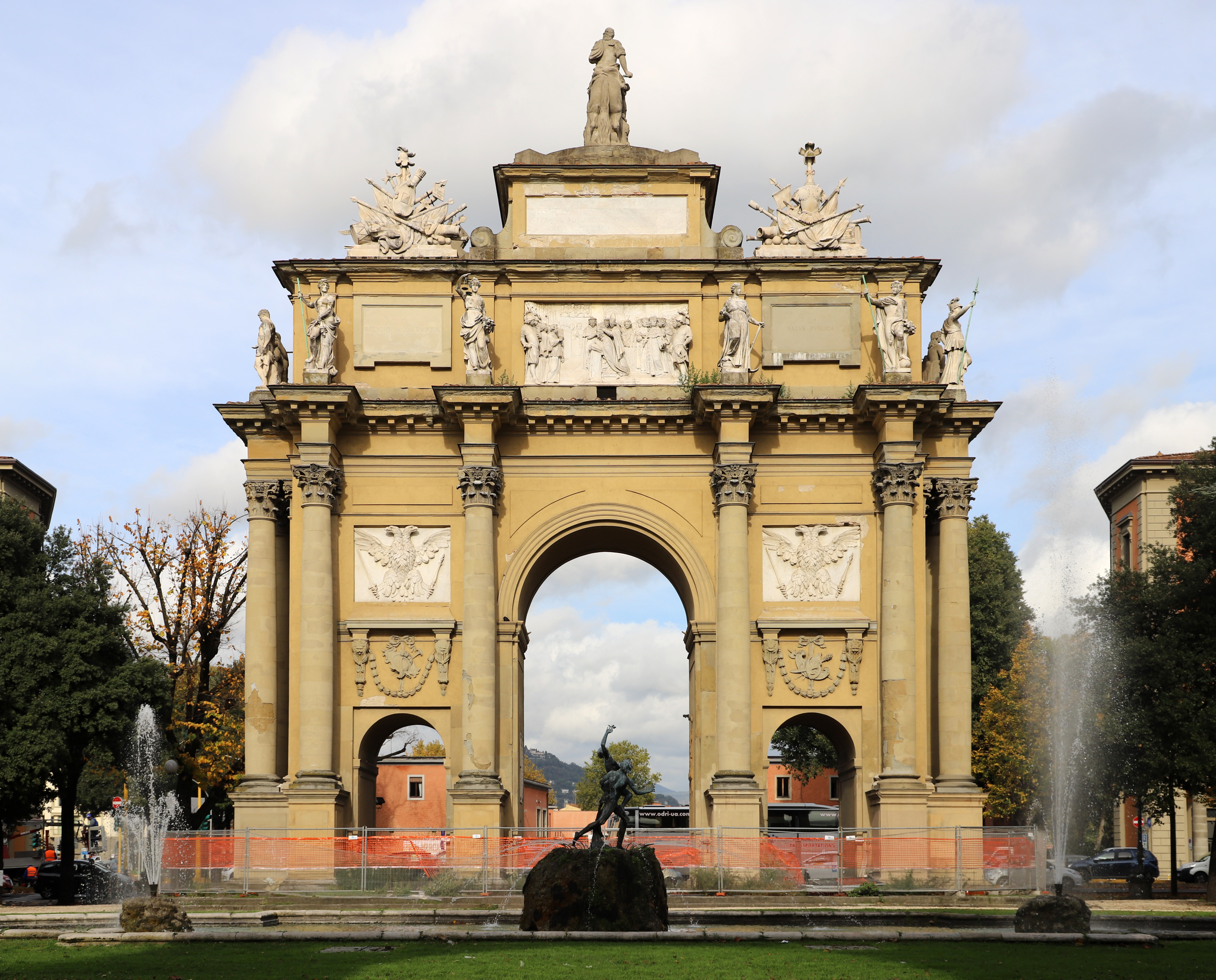
Lato interno

Per un curioso caso della storia, i Lorena fecero sia la loro entrata che la loro uscita dalla città attraverso l'arco: il 27 aprile 1859 il granduca Leopoldo II lasciava la città uscendo da porta San Gallo, come ricorda anche una lapide apposta nel fornice centrale nel 1916.
La situazione urbanistica dell'arco venne rivoluzionata durante il rinnovamento della città negli anni di Firenze Capitale (1865-1871), su progetto di Giuseppe Poggi, il quale demolì le mura e isolò l'arco e la porta San Gallo al centro di una piazza ellittica lungo i viali di Circonvallazione, come punto di arrivo della strada per Bologna. L'arco, circondata da strade e da un sistema di portici, si trova oggi in uno spazio verde al centro della piazza, progettato originariamente dall'architetto Giacomo Roster.
Per quanto riguarda la storia conservativa del monumento (strettamente legata all'uso di una pietra arenaria di mediocre qualità) è documentato un intervento nel 1915 con ampie sostituzioni delle "molte parti delle decorazioni di marmo e di stucco logorate dai ghiacci e dal sole, e ancora nel 1963 condotto dall'architetto Fabbrini (con sostituzione di alcuni originali con copie in conglomerato cementizio), seguito da un cantiere negli anni settanta volto alla revisione delle coperture, al risanamento degli intonaci e alla sistemazione del lastrico di basamento. Al 1994-1995 risale l'ultimo e accurato restauro commissionato dall'Ufficio Belle Arti del Comune di Firenze, con progetto e direzione dei lavori degli architetti Giuseppe Cini e Luigi Francalanci. Nonostante tali cure la struttura presenta nuovamente diffusi fenomeni di degradazione, sia dei materiali originari sia di quelli impiegati in occasione dell'intervento degli anni sessanta: transennata nel 2011 per una prima fase di verifiche e studio, sempre condotta su incarico del Comune di Firenze, attende così un nuovo intervento di consolidamento e reintegro.

## Descrizione
L'opera è concepita come un arco di trionfo a tre fornici con dodici colonne corinzie alte quattordici metri, completato da una decorazione plastica costituita da sedici figure allegoriche, un fregio con motivi araldici, quattro trofei d'armi e quattro bassorilievi con Episodi della vita di Francesco Stefano di Lorena.
La decorazione è piuttosto appariscente e retorica, con l'aquila asburgica che domina i lati maggiori, unita ai trionfi degli Asburgo e a iscrizioni altisonanti in latino.
Al di là del pregevole apparato scultoreo si segnala dal lato verso la città un'iscrizione posta nel 1745 a memoria dell'incoronazione del granduca a imperatore di Germania col nome di Francesco I. E ancora: sui lati interni del fornice centrale sono due memorie, una posta nel 1916 a inneggiare a Vittorio Emanuele III re d'Italia contrapposto con il suo regno alla dominazione lorenese; l'altra posta nel 1927 e arricchita da un rilievo con due guerrieri in pose classiche, in ricordo dei Caduti del Popolo di San Gallo nella Grande Guerra, di Mario Moschi.

### Apparato scultoreo

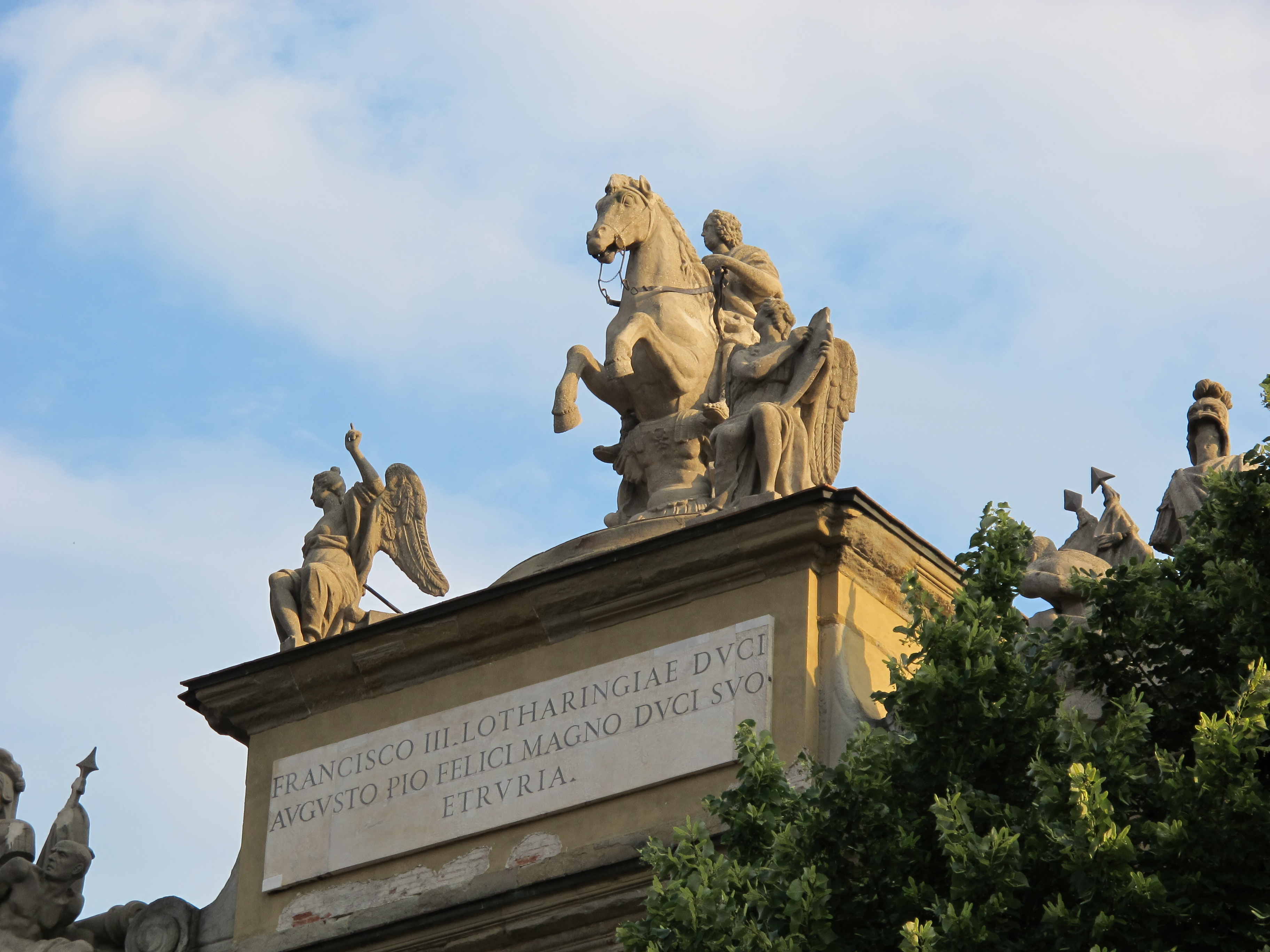
La sommità dell'arco

L'apparato scultoreo venne completato nelle parti maggiori entro il febbraio 1740: alla sommità si trova la statue equestre di Francesco Stefano di Lorena di Vincenzo Foggini, fiancheggiata da due Vittorie o Allegorie della Fama di Gaetano Masoni e due trofei di schiavi di Girolamo Ticciati (a sinistra, guardando dall'esterno) e Jean-Michel Guidot (a destra), autore anche dell'arme imperiale sopra l'arco centrale, lato esterno.
Alla sommità delle colonne si trovano dodici Divinità, quattro sui lati principali e due su quelli minori. Sei appartengono alla prima fase decorativa (lato esterno e facce laterali più vicine all'esterno):
- Apollo di Vittorio Barbieri
- Marte di Niccolò Andreoni
- Giove di Giuseppe Piamontini
- Giunone di Giuseppe Giovannozzi
- Ercole di Romolo Malavisti
- Mercurio di Gaspero Bruschi

Inoltre furono approntati in quella fase (entro i primi mesi del 1740) i due rilievi laterali del fronte esterno con l'Ingresso di Francesco Stefano a Firenze e la Toscana che offre obbedienza al granduca, entrambi di Francesco (Frans) Janssens, artista fiammingo le cui opere furono giudicate meritevoli, tanto da valergli la commissione degli altri due rilievi centrali: sulla facciata esterna La disfatta dei Turchi a Cornia (1744), forse la migliore opera del complesso, e su quella interna L'incoronazione di Francesco Stefano a imperatore (1752, con riferimento all'avvenimento del 4 ottobre 1745). Nel maggio del 1755 allo stesso Janssens vennero affidate le sei statue mancanti sulle colonne del lato interno (ispirate alle divinità delle mitologia romana), ma ne realizzò solo tre: Virtus, Honos e Providentia.
Il Bonus Eventus e l'Aequitas vennero scolpite rispettivamente da Giovanni Battista Piamontini e dall'inglese Francis Harwood nel 1758. Infine il Giano venne realizzato all'inizio del 1759 dallo scultore pressoché sconosciuto Giuseppe Catini.
Completarono la decorazione nel corso del 1759 i due trofei d'armi interni disegnati da Giuseppe Ruggieri e messi in opera dal Piamontini e dall'Harwood.
Come già accennato, dentro il fornice centrale si trova il rilievo in onore ai Caduti del rione San Gallo opera dello scultore Mario Moschi (1927).

### Lapidi
| ______QVEST'ARCO FV ERETTO IN TEMPI DI TORPIDA SERVITV́ A CELE= BRARE GLI INIZII DEL DOMINIO LO= RENESE DI CVI IL 27 APRILE 1859 SEGNÒ PER VOLONTÀ DI POPOLO LA_FINE._A_PVRIFICAZIONE_ED AVSPICIO FIRENZE SCRIVE QVI IL NOME DI VITTORIO EMANUELE III RE D'ITALIA.SOLDATO AL FRONTE NEL= LA GVERRA PER IL DIRITTO NAZIO= __NALE E PER LA CIVILTÀ. _________ 11 NOVEMBRE 1916 |

| MCMXV - MCMXVIII IL POPOLO DI SAN GALLO NELLA STESSA PIETRA E CON UN SOLO CUORE RICORDA TUTTI I SUOI MARTIRI CHI CADDE PER VINCERE E CHI CADDE PER VENDICARE CARLO DELCROIX _________ COMBATTENTI- AGNOLETTI GILBERTO. AGOSTINELLI BENVENUTO. AGOSTINI TEOBAL DO. ALBERONI ALFREDO. ALFANI NAZZARENO. ALESSIO GIACINTO. ALIBONI ALESSIO. ANCONA RAOUL. ANDREINI LAMBERTO. ANGELINI ENRICO. ANGIOLI PIERLUIGI. ASSIL LI OLINTO. AURILI GALILEO. BACCANI ALESSANDRO. BACCANI LEONE. BACCI CELSO. BALDINI DINO. BANDINI PASQUALE. BARBIERI ALADINO. BARDI FRANCESCO. BARDUC CI FILIBERTO. BARDUCCI GIOVACCHINO. BARGELLINI GIULIO. BARTOLI UMBERTO. BAR TOLINI GIUSEPPE. BARTOLONI UMBERTO. BARTOLOZZI MARIO. BASSILICHI MAURIZIO. BATACCHI TITO. BAUER BRUNO. BE CHELLI UMBERTO. BELLI LUIGI. BELLUCCI LEOPOLDO. BELLUOMINI AURELIO. BENEDETTI CARLO. BENELLI CARLO AL BERTO. BERNETTI ALDO. BERNETTI ATTILIO. BERNI GIUSEPPE. BERTINI ALEMANNO. BERTINI UGO. BIANCHI CORRADO. BIANCHI GINO. BIANCHI GRAZIANO. BIFOLI UBALDO. BINDI ALFREDO. BINI ALFREDO. BINI LUIGI. BONINI GUIDO. BONIN SEGNI GIUSEPPE. BONOLA CESARE. BOTTO LUIGI. BRESCIANO CARLO. BRIGIDI UMBERTO. BRIGIDI VINCENZO. BRILLI GIU SEPPE. BRUNORI BRUNO. BUCCIOLINI LEOPOLDO. BUCELLI ALFREDO. BUCELLI GIOVANNI. BUONAPROLE ASSUERO. BU SONI TULLIO. CAMMILLI ANGIOLO. CAMMILLI VITTORIO. CAMPAINI GIULIO. CAMPANA GIUSEPPE. CANCINI EDOARDO. CAP PA ALDO. CAPPUGI LUIGI. CAPOROSSI VITTORIO. CARBONI EZIO. CARCASSON ARRIGO. CARENA ALBERTO. CARONI PA OLO. CARTA ALDO. CARTACCI CATONE. CASTAGNOLI RAOUL. CASTRI UGO. CAVALLINI MARIO. CAVARA NELLO. CECI FILIPPO. CECIONI PIETRO. CELLINI VITTORIO. CENCETTI ATTILIO. CHIAPPONI EZIO. CHITI BRUNO. CIGERSA CAN DIDO. CIPRIANI BRUNO. CIPRIANI AMEDEO. CIPRIANI ICILIO. CIOLLI LUIGI. CIOLLI OSCAR. CIUCCHI ERNESTO. CIEL LINI FILIPPO. COCCHI GIUSEPPE. COLLALTO LUIGI. COLLALTO ALFONSO. COLLINI ALBANO. COLZI EMILIO. COMANDO LI MARIO. CONFORTI ARRIGO. COPPINI FERDINANDO. CORDOVANI ARMANDO. CORRADO ENRICO. CORTASSA DOMENICO. CRESCI PIETRO. CURZIO EMILIO. DAMORA ENRICO. DEBLASIO EDOARDO. DE CARLO PAOLO. DEGLI INNOCENTI DINO. DEGLI INNOCENTI VASCO. DEI FERDINANDO. DEL CARLO GIUSEPPE. DELLA ROCCA ANTONIO DELLI COLLI SAVERIO. DE NARDI VITTORIO. DE ROSSI GINO. DE SANTI CESARE. DE VINCENTI RICCARDO. DI PILLO MARIO. DONATI VALENTINO. DONNINI GINO. DURANTI DINO. ELISEI PIETRO. ERMINI MARIO. FABBRI SEBASTIANO. FABBRI UGO. FABIANI DINO. FA BIANI MARIO. FALCONE NICOLA. FALTERI ANTONIO. FANCIULLACCI GINO. FANTINI CARLO. FANTINI GIULIO. FEDE RICI ALFREDO. FERRETTI ALDO. FERRINI BRUNO. FERRINI ROBERTO. FICI AGIDE. FOCARDI ADEMARO. FON TANI ALFREDO. FOSSI ARMANDO. FOSSI CARLO. FRANCESCHI GARIBALDO. FRANCHI ETTORE. FRANCIO SINI CESARE. FRATTI ERMOGASTE. FRATICISINI ORAZIO. FUSI EGISTO. GALANTINI VIRGILIO. GALARDI ALFREDO. GALLORI GUGLIELMO. GALLI ALFREDO. GATT FERNANDO. GATTI GINO. GELLI ADRIANO. GELLI RICCARDO. GERI AMEDEO. GERINI AL FREDO. GIACHETTI GINO. GIANASSI PIETRO. GIANNELLI VITTORIO. GIANNI OTTORINO. GIANNOZZI GIOVANNI. GIARDI SERA FINO. GIBELLATO ANTONIO. GIBELLATO GIUSEPPE. GIOVANI DINO. GIOVANNOZZI GIOVANNI. GIUNTI SUATO. GIUSTINI GIO VACCHINO. GORDIGIANI PIETRO. GRANDI VALENTINO. GRASSI VIRGILIO. GREOLI NICOLO. GRIMALDI OTTORINO. GROS SI EZIO. GUALTIERI MUZIO. GUARDUCCI TELEMACO. GUIDI ANTONIO. INNOCENTI DOMENICO. INNOCENTI GINO. LAN DI EGISTO. LANDI GIUSEPPE. LAPI ARMANDO. LAPI LORENZO. LAPPINI MARCELLO. LAVORINI GUIDO. LEONCITO ANGIOLO. LEONCITO ARMANDO. LEVI SERGIO. LIMELLI LAZZARO. LISI GIUSEPPE. LISI LELIO. LOMBARDI GIOVANNI. LOMBARDI GIUSEPPE. LOZNI RENATO. LORI ALDO. LOTTINI VITTORIO. LUCHI UMBARTO. LUPI BRUNO. LUSARDI MA RIO. LUZIANI GIOBERTO. MAESTRI ARMANDO. MAESTRIPIERI ALBERTO. MAGHERINI QUINTILIO. MAGNANI GAETANO. MA NETTI ABRAMO. MANETTI ANTONIO. MANETTI AUGUSTO. MANETTI NICODEMO. MANZINI ANGELO. MARABINI ALFRE DO. MARCHI GIULIO. MARTINI BRUNO. MARZI SISTO. MASCELLANI VINCENZO. MASINI AURELIO. MATASSI ENRICO. MAT TOLINI ANDREA. MAZZEI UMBERTO. MAZZETTI GIUSEPPE. MAZZONI ACHILLE. MEDICI SIRO. MENABUONI GINO. MENE GATTI OSCAR. MENEGOZZI BALDO. MESSERI AMEDEO. MICHELAZZI GIOVANNI. MINUTI GIOVANNI. MOCALI TOMMASO. MON TELATICI GUIDO. MORETTI ENRICO. MORGANTINI EUGENIO. MORPURGO GIACOMO. MOSCATI ROBERTO. MOSETTI NATALE. MUSELLI ARTURO. MUNDATORI GIUGURTA. NANNI GIUSEPPE. NANNINI ADOLFO. NANNINI CARLO. NANNUCCI GUIDO. NAR DI ALDO. NARDI VITTORIO. NESI GIOVANNI. NIEDDU ENRICO. NUCCI PIETRO. NUTI VIRGILIO. ODDI NICOLA. OREFICI UMBERTO ORLANDI RINALDO. PAGANELLI MARCELLO. PAGGATTI BRUNI. PALAZZI ANGELO. PALMA MAURIZIO. PAMPALONI GOFFREDO PAMPALONI UGO. PANNINI MARIO. PAOLI ANGELO. PAOLI EGIDIO. PAPACCIO LUIGI. PARRINI UGO. PASQUINUCCI RUTILIO. PASSERINI GIULIO. PAZZI LIBERO. PECCHIOLI CESARE. PERINI AMEDEO. PESCE GAETANO. PETRINI LUIGI. PESCIULLESI VIRGILIO. PEZZATINI FAUSTINO. PEZZATINI GIUSEPPE. PINZAUTI CESARE. PICCHIANI UMBERTO. PIERACCINI AN GELO. PIERACCINI FELICE. POCHERO LUCIANO. POCHERO OTTORINO. POGGIONI FIOREVANTE. PRATESI ALFREDO. PRETINI GINO. PUCCI CARLO. RAFANELLI EZIO. RAFFAELLI ALFREDO. RAGAZZINI EGISTO. RAGGIO ETTORE. RAI NALDI ATTILIO. RAMACCIOTTI ARTURO. RADEZZI GINO. RASTELLI GASTONE. RAVENNI ATTILIO. RAVENNI LO RENZO. REALI GAETANO. REMORINI GIOVANNI. RICCOBELLI ARMANDO. RIGHI FERDINANDO. ROMAGNOLI UGO. ROMANO FERDINANDO. ROMUALDI UGO. ROSCINI GIUSEPPE. ROSELLI GUIDO. ROSSELLI ALFREDO. ROSSI ARTURO. ROSSI CORRADO. ROSSI ERNESTO. RUSCONI ALDO. SABATINI ALFREDO. SACCHETTI GALLO. SALVI BRUNELLESCO. SALVI GASTONE. SAMORI ALFREDO. SANGIORGI EMILIO. SANI ALBERTO. SANI GUIDO. SANTONI SIMONE. SARAGONI FLAVIUCCIO. SARTINI UGO. SAVI GIUSEPPE. SCALA ENRICO. SCHILPCH MICHELE. SEGHIERI BIZZARRI GINO. SENZI GASTONE. SIMI ROBERTO. SIMONCINI VITTORIO. SORDI ARTURO. SOTILI ALFONSO. SQUARCINI GUIDO, STAGI EMILIO. STARNUTI GIULIO. STORRIONI GINO. SUSINI GINI, TACCONI MARFORIO. TAFANI GIOVANNI. TATINI AUGUSTO. TERISI ANTONINO. TESTI LUIGI. TAFANARI FRANCESCO. TONELLI ALFREDO. TONETTI CARLO. TONIETTI PIETRO. TOSELLI EMILIO. TORELLI ENRICO. TOSI EZIO. TURBINI ANBGELO. UGOLINI PIERO. USAI PAOLO. VALLI UMBERTO. VALLINI GINO. VANNUCCI ANACLETO. VANNUCCINI TITO. VANZINI ANTONIO. VARROCCHI UGO. VEGNI MARIANO. VENTURA CORRADO. VENTURI GINO. VENTURINI GINO. VILIANI CARLO. VULCUANI DUILIO. ZETTI NELLO. ZINI MA ____________RIO. ZUCCONI CORRADO. ZUCCONI ICILIO. ____________INFERMIERE VOLONTARIE C. R. I. - BALDI TOMMASINA. DE BELLEGARDE RHODA. ____________FASCISTI - BERTA GIOVANNI. DEL FIUME UGO. MENABUONI CARLO. 19 - 6 - 1927_________ |